# (6538) Muraviov
(6538) Muriaviov, désignation internationale (6538) Muraviov, est un astéroïde de la ceinture principale.

## Description
(6538) Muriaviov est un astéroïde de la ceinture principale. Il fut découvert le 25 septembre 1981 à Nauchnyj par Lioudmila Tchernykh. Il présente une orbite caractérisée par un demi-grand axe de 2,86 UA, une excentricité de 0,09 et une inclinaison de 1,5° par rapport à l'écliptique.

## Compléments